# Người Irula
Người Irula hay người Iruliga là một nhóm dân tộc Dravidia sinh sống tại các bang Tamil Nadu, Kerala và Karnataka của Ấn Độ. Là một bộ lạc theo lịch trình, dân số của họ ở vùng này ước tính vào khoảng 200.000 người. Người Irula được gọi là Irular, và nói tiếng Irula, thuộc ngữ hệ Dravidia.

## Thuật ngữ
Irular có nghĩa là "những người da đen" trong các tiếng Tamil và Malayalam, từ gốc từ irul, có nghĩa là "bóng tối". Thurston suy đoán rằng nó ám chỉ bóng tối của khu rừng mà họ sinh sống hoặc nước da ngăm đen của họ.

## Phân bố
Bộ lạc này có số lượng khoảng 215.000 người trải khắp ba bang: 189.621 người ở Tamil Nadu, 23.721 người ở Kerala và 10.259 người ở Karnataka. Những người ở Karnataka được gọi là Iruligas. Những người Irula chủ yếu tập trung ở phía bắc Tamil Nadu: trong một cái nêm kéo dài từ các huyện Krishnagiri và Dharmapuri ở phía tây đến các huyện Ariyalur và Cuddalore ở phía nam và huyện Thiruvallur ở phía bắc. Các quần thể nhỏ sống ở các huyện Coimbatore và Nilgiris và được Thurston phân loại là một nhóm dân cư khác. Ở Kerala, người Irulas nằm ở huyện Palakkad, trong khi ở Karnataka, họ tập trung ở các huyện Ramanagara và Bangalore.

## Di truyền học

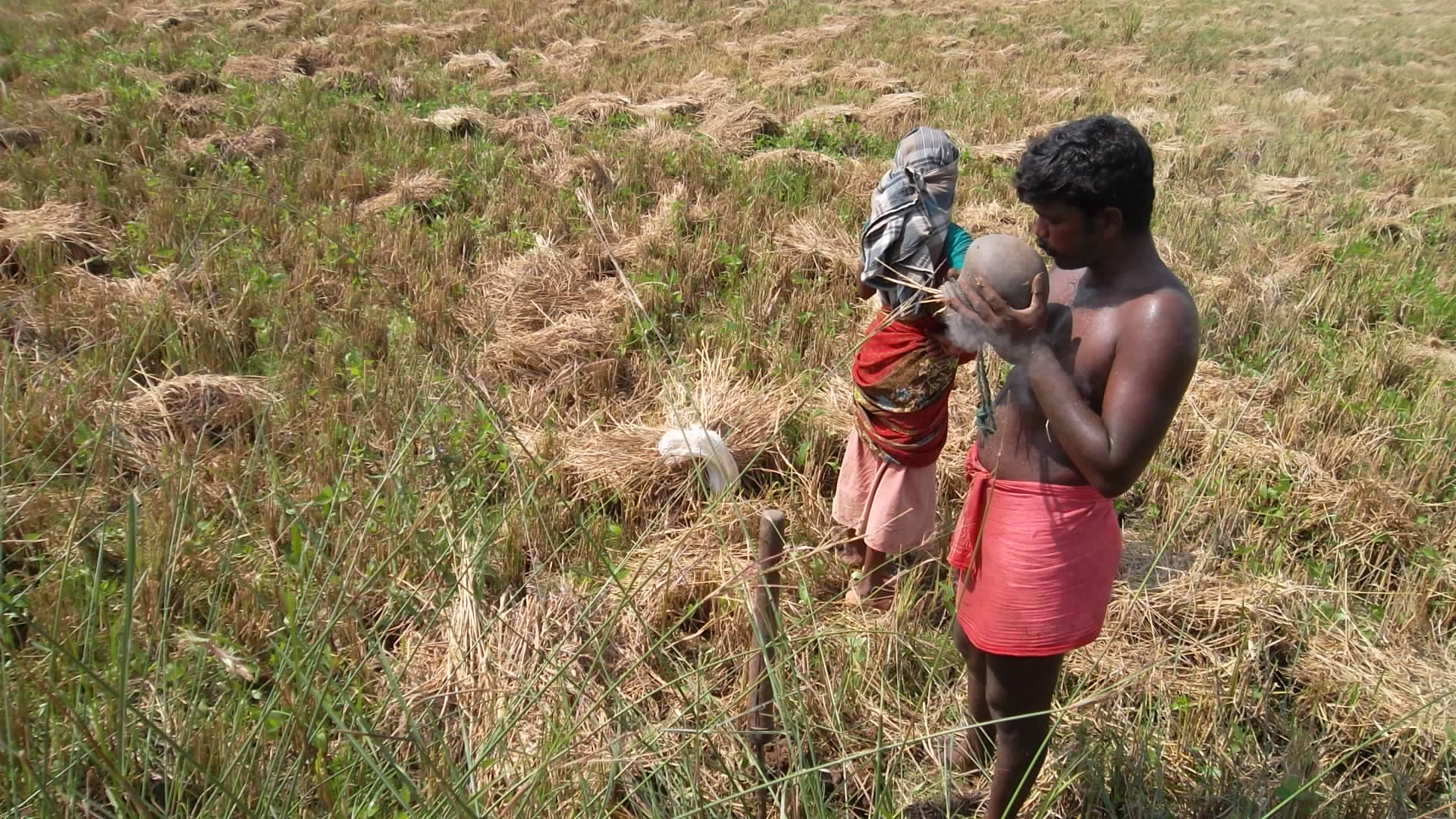
Irula farmers in Tamil Nadu

A study by Yelmen et al (2019) found that the Irula were the closest likely proxy for the indigenous 'AASI', or Ancient Ancestral South Indian, one of the presumed founder and autochthonous original Indian populations. They showed a closer fit when modelled than alternatives that have been suggested such as the Onge or East Asians.
The DNA analysis (2018) of a skeleton from the Indus Valley Civilisation found in Rakhigarhi showed greater affinity with the Irula people than any other modern ethnic group in India.
Một nghiên cứu của Yelmen cùng với các cộng sự vào năm 2019 cho thấy người Irula là đại diện có khả năng gần nhất cho nhóm người Tổ tiên Nam Ấn cổ đại, một trong những người sáng lập được cho là và các quần thể Ấn Độ gốc tự động hóa. Chúng cho thấy sự phù hợp hơn khi được mô hình hóa hơn là các lựa chọn thay thế đã được đề xuất như người Onge hay người Đông Á.
Việc phân tích DNA vào năm 2018 của một bộ xương từ nền văn minh Thung lũng Indus được tìm thấy ở Rakhigarhi cho thấy mối quan hệ thân thiết với người Irula hơn bất kỳ nhóm dân tộc hiện đại nào khác ở Ấn Độ.

## Ngôn ngữ
Người Irula nói tiếng Irula, một ngôn ngữ Dravidia có liên quan chặt chẽ với Tamil.

## Kinh tế

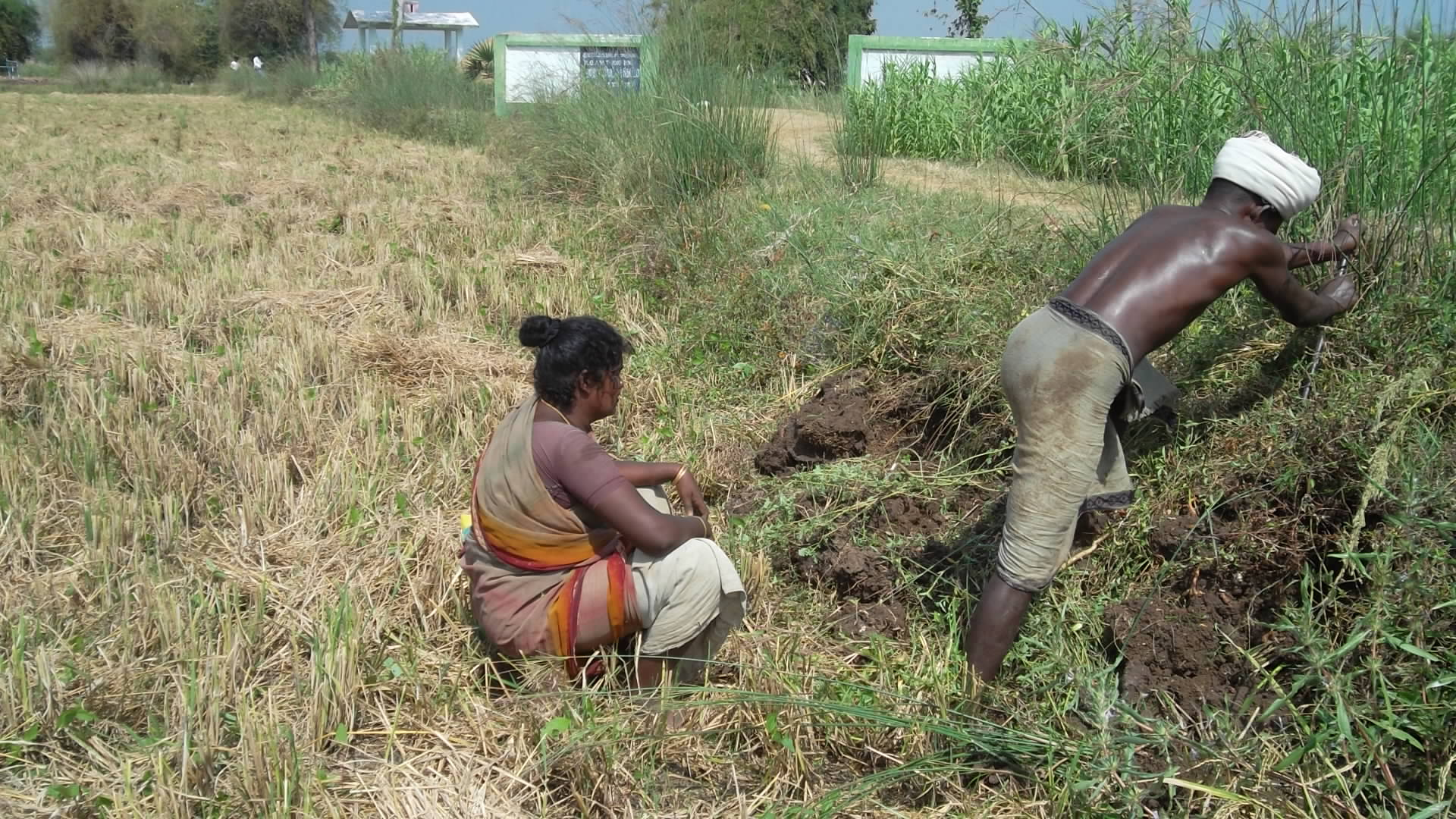
Người đàn ông và phụ nữ Irula đang xới đất

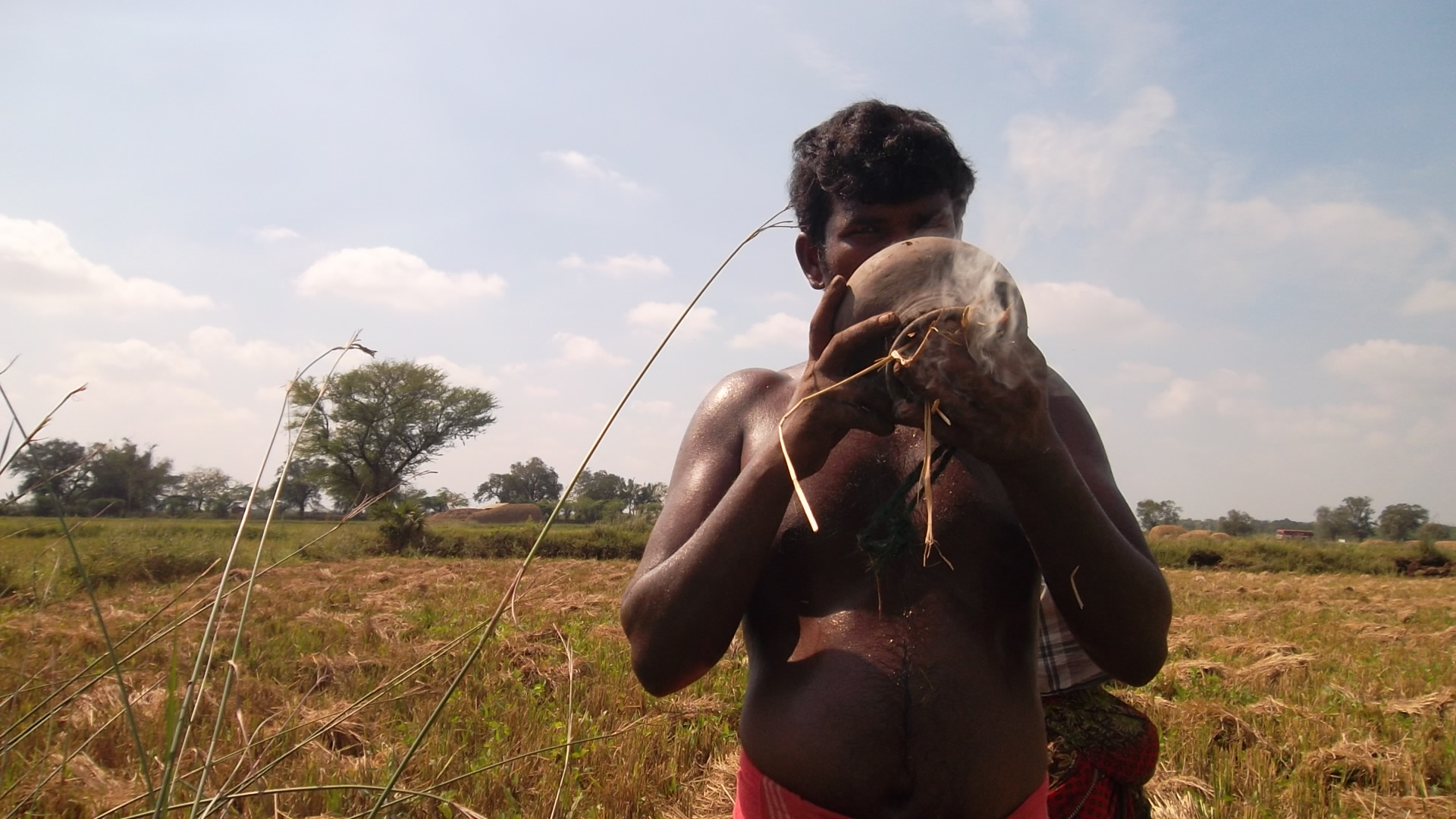
Những người bắt chuột Irula ở bang Tamil Nadu

Traditionally, the main occupation of the Irulas has been snake, rat catching and honey collection. They also work as labourers (coolies) in the fields of the landlords during the sowing and harvesting seasons or in the rice mills. Fishing and cattle farm is also a major occupation.
Rats destroy a quarter of the grain grown on Tamil Nadu-area farms annually. To combat this pest, Irula men use a traditional earthen pot fumigation method. Smoke is blown through their mouths, which leads to severe respiratory and heart problems.
In January 2017, Masi Sadaiyan and Vadivel Gopal from the Irula tribe of Tamil Nadu were brought in, along with two translators, to work with detection dogs to track down and capture invasive Burmese pythons in Key Largo, Florida. The Irula men and their translators were paid $70,000 by the State of Florida, and captured 14 pythons in less than two weeks.
Theo truyền thống, nghề nghiệp chính của Irulas là bắt chuột và rắn, và lấy mật ong. Họ cũng làm việc như những người lao động (thợ nguội) trên cánh đồng của địa chủ trong mùa gieo cấy và thu hoạch hoặc trong các nhà máy xay xát lúa gạo. Đánh cá và trang trại chăn nuôi gia súc cũng là các nghề chính.
Chuột phá hủy một phần tư lượng ngũ cốc được trồng tại các trang trại ở khu vực Tamil Nadu hàng năm. Để chống lại loài gây hại này, những người đàn ông Irula sử dụng phương pháp hun trùng trong chậu đất truyền thống. Khói được thổi qua miệng của họ, dẫn đến các vấn đề nghiêm trọng về hô hấp và tim.
Vào tháng 1 năm 2017, Masi Sadaiyan và Vadivel Gopal từ bộ lạc Irula ở Tamil Nadu được đưa đến Mỹ, cùng với hai phiên dịch, làm việc với những con chó phát hiện để truy tìm và bắt trăn Miến Điện xâm lấn ở Key Largo, bang Florida. Những người đàn ông Irula và người phiên dịch của họ đã được Bang Florida trả 70.000 đô la Mỹ, và bắt được 14 con trăn trong vòng chưa đầy hai tuần.

## Phân biệt đẳng cấp
Người Irula phải đối mặt với sự phân biệt đối xử và quấy rối nghiêm trọng từ các thành phần khác và rất nhiều trường hợp như vậy được báo cáo hàng năm. 
- Vào năm 2020, một cô gái tên là Dhanalaxmi đã bị cộng đồng Vanniyar trong làng của cô hành hung và cấm nhận được giấy chứng nhận Bộ tộc theo lịch trình.
- Ở Dharmapuri, những người Irula đã bị ném vào thùng rác và bị bỏ tiểu bởi một đám đông đang tức giận bởi cuộc hôn nhân giữa một người đàn ông người Irula và một phụ nữ người Vanniyar.

## Hành động tàn ác của cảnh sát
Người dân Irula liên tục bị cảnh sát bang Tamil Nadu quấy rối và lạm dụng trong nhiều thập kỷ. Một số sự kiện nổi tiếng và đã xảy ra gần đây là:  
- Vụ hiếp dâm ở Athiyur Vijaya (1993)
- Vụ hiếp dâm hàng loạt ở Thirukoyilur (2011)[9]
- Vụ bắt cóc bởi Sở cảnh sát Alangiyam Tripur (2021)[10]
- Bốn vụ trộm cắp giả xảy ra chống lại một cậu bé Irula 14 tuổi ở Sở cảnh sát Virudhachalam (2022)